# Pedrinho da Flor
Pedro de Abreu Maciel, mais conhecido como Pedrinho da Flor (Rio de Janeiro, 25 de Janeiro de 1948) é um cantor, compositor e dirigente de Carnaval brasileiro. Já foi apontado como um dos grandes nomes do samba.
Foi presidente da escola de samba Flor da Mina do Andaraí em duas ocasiões.

## Biografia
Sua trajetória artística teve início no então bloco carnavalesco Flor da Mina do Andaraí, bloco este que foi um dos fundadores onde assinou vários sambas de enredo. Posteriormente ocupou a presidência do antigo bloco,  para posteriormente assumir a presidência da ONG Amigos da Flor da Mina. Através dos eventos que existiam na quadra da Flor da Mina, foi revelado por seu padrinho no samba, Almir Guineto, que o levou a cantar alguns sambas na quadra do bloco. Integrou também as alas de compositores de escolas de samba da região da Tijuca, tais como Acadêmicos do Salgueiro, Império da Tijuca e Unidos da Tijuca.
Após cantar alguns sambas na quadra do Cacique de Ramos, na década de 1980, compôs a música  "Você quer voltar", em parceria com Gelcy do Cavaco, que foi incluída no álbum Samba é no fundo do quintal, do grupo Fundo de Quintal, em 1981. Em 1984, o mesmo grupo gravou "É bem melhor assim", também de sua autoria, em parceria com o compositor Aranha.
Em 1990, venceu a disputa de samba do GRES Acadêmicos do Salgueiro, no enredo "Sou amigo do rei", em parceria com Alaor Macedo, Arizão, Demá Chagas, Fernando Baster. Voltaria a vencer na Academia do Samba em 2022, no enredo "Resistência", ao lado de Demá Chagas, Leonardo Gallo, Zeca do Cavaco, Joana Rocha, Renato Galante e Gladiador.
As canções "Sob os olhos de Oxalá", de sua autoria em parceria com Zé Roberto e Adalto Magalha, e "Sede de amor", em parceria com Adalto Magalha, foram interpretadas por Dominguinhos do Estácio no LP "Mar de esperança", lançado pela gravadora RGE em 1992. No ano seguinte, seu parceiro Dhema lançou o álbum "Dhema", em que foi incluida a canção "De um lado de minha janela", de autoria de de ambos.
Em de 1998, o grupo Razão Brasileira gravou composições suas, também em parceria com Adalto Magalha: "Eu menti", "Medo" e "Telefone".
No ano de 2002, Marquinho Sathan gravou em seu álbum "Nosso show" a composição "Dois minutos a sós com você", também de autoria de Pedrinho e Adalto Magalha. Reassumiu a presidência da Flor da Mina em 2015, escola que naquele ano desfilara com o samba de sua autoria "Os bandeirantes e as pedras verdes". Em 2016 a escola foi campeã do Grupo D.

## Composições
- Anjo ateu (c/ Ratinho e Zeca Pagodinho)[7]
- De um lado de minha janela (c/ Dhema)[7]
- Dois minutos a sós com você (c/ Adalto Magalha)[7]
- É bem melhor (c/ Aranha)[7]
- Eu menti (c/ Adalto Magalha)[7][8]
- Medo (c/ Adalto Magalha)[7]
- Sede de amor (c/ Adalto Magalha)[7]
- Sob os olhos de Oxalá (c/ Zé Roberto e Adalto Magalha)[7]
- Telefone (c/ Adalto Magalha)[7]
- Você quer voltar (c/ Gelcy do Cavaco)[7]

## Premiações
- Gato de Prata

1. 2024 - Melhor samba-enredo (Salgueiro - "Hutukara")[9]

- Resenha dos Sambistas

1. 2024 - Melhor samba-enredo (Salgueiro - "Hutukara")[10]

- Troféu Sambario

1. 2024 - Melhor samba-enredo (Salgueiro - "Hutukara")[11]

- Troféu Tupi Carnaval Total (Super Rádio Tupi)

1. 2024 - Melhor samba-enredo (Salgueiro - "Hutukara")[12]

- Troféu Explosão in Samba

1. 2025 - Melhor samba-enredo (Salgueiro - "Salgueiro de Corpo Fechado")[13]